# 1952年ラグビー香港代表の日本遠征
1952年ラグビー香港代表の日本遠征では、1952年1月にラグビー香港代表が日本に遠征し4試合が組まれた。

## 試合日程・結果
| 日時          | 会場                     | ホーム         | スコア | アウェイ |
| ------------- | ------------------------ | -------------- | ------ | -------- |
| 1952年1月25日 | 東京ラグビー場（東京都） | 明治大学       | 3-14   | 香港     |
| 1952年1月27日 | 東京ラグビー場（東京都） | 関東代表       | 6-6    | 香港     |
| 1952年1月28日 | 東京ラグビー場（東京都） | 日本在住全外人 | 13-5   | 香港     |
| 1952年1月30日 | 花園ラグビー場（大阪府） | 関西九州連合   | 11-12  | 香港     |